# ناحیه ماکو
ناحیهٔ ماکو (به مجاری: Makói járás) یک ناحیه در مجارستان است که در شهرستان چونگراد واقع شده‌است. ناحیهٔ ماکو ۶۸۸٫۸۵ کیلومتر مربع مساحت و ۴۵٬۱۳۸ نفر جمعیت دارد.